# Fortunat (personnage du Nouveau Testament)
Pour les articles homonymes, voir Fortunat.
Fortunatus est une personne mentionnée par St Paul dans I Corinthiens 16:17 : « J'ai beaucoup de joie de la présence de Stephanas, de Fortunat et d'Achaïque, parce qu'ils ont suppléé à votre absence. »

## Traditions ecclésiastiques
Selon certaines traditions ecclésiastiques[Lesquelles ?], Fortunat était l'un des 70 disciples, aujourd'hui commémoré par l'Église orthodoxe le 15 juin avec Achaïque et Étienne, et le 4 janvier avec tous les soixante-dix. 

### Hymnes
Tropaire (ton 3)
Saint apôtre Fortunatus des soixante-dix ;
Implore le miséricordieux ;
D'accorder à nos âmes le pardon de nos transgressions.
Kontakion (ton 4) 
L'Église te voit à jamais comme une étoile brillante, Ô apôtre Fortunat,
Tes miracles ont manifesté une grande illumination.
C'est pourquoi nous crions au Christ :
"Sauve ceux qui, avec foi, honorent ton apôtre, ô très miséricordieux."